# 7 Гончих Псов
7 Гончих Псов (лат. 7 Canum Venaticorum) — кратная звезда в созвездии Гончих Псов на расстоянии приблизительно 143 световых лет (около 43,8 парсек) от Солнца. Возраст звезды определён как около 4,07 млрд лет.

## Характеристики
Первый компонент (HD 108845) — жёлто-белая звезда спектрального класса F7V, или F8. Визуальная звёздная величина звезды — +6,219m. Масса — около 1,432 солнечной, радиус — около 2,063 солнечного, светимость — около 5,279 солнечной. Эффективная температура — около 6081 K.
Второй компонент (WDS J12300+5132B). Визуальная звёздная величина звезды — +10,4m. Удалён на 120,6 угловой секунды.
Третий компонент (HD 108814) — белая звезда спектрального класса A3, или A5. Визуальная звёздная величина звезды — +8,425m. Масса — около 1,8 солнечной, радиус — около 1,697 солнечного, светимость — около 9,748 солнечной. Эффективная температура — около 7896 K. Удалён на 217,5 угловой секунды.
Четвёртый компонент (WDS J12300+5132D). Визуальная звёздная величина звезды — +14,96m. Удалён на 587,7 угловой секунды.

## Планетная система
В 2019 году учёными, анализирующими данные проектов Hipparcos и Gaia, у звезды HD 108845 обнаружена планета HIP 60988 b.
В 2019 году учёными, анализирующими данные проектов Hipparcos и Gaia, у звезды HD 108814 обнаружена планета HIP 60966 b.